# 响子竹
响子竹（学名：Monocladus levigatus）为禾本科单枝竹属下的一个种。